# Volksmuseum (Tallinn)
Het Volksmuseum (Ests: Tallinna rahvaste muuseum), voorheen het Russisch museum,  is een museum in de Estse hoofdstad Tallinn en belicht de culturele geschiedenis van de Russische gemeenschap in Tallinn.

## Geschiedenis
Het museum werd opgericht als het Russisch museum in 2010 volgens een besluit van de gemeenteraad van Tallinn. Na een juridisch geschil met de organisatoren besloot de gemeenteraad van Tallinn in 2015 de stichting te sluiten. Sinds 2016 zet het Russisch Museum van Tallinn zijn activiteiten voort als onderdeel van het Stadsmuseum van Tallinn.
In 2024 veranderde het museum zijn naam naar het Volksmuseum.